# Girl Crazy (1943)
Girl Crazy is een Amerikaanse muziekfilm uit 1943 onder regie van Norman Taurog en Busby Berkeley.

## Verhaal
Het rijkeluiszoontje Danny Churchill houdt meer van meisjes dan van studeren. Zijn vader stuurt hem dan maar naar een mijnbouwschool, waar geen meisjes toegelaten zijn. Bij zijn aankomst laat hij meteen zijn oog vallen op Ginger Gray, de kleindochter van het schoolhoofd.

## Bijzonderheden
De film is een remake van de Girl Crazy verfilming van RKO uit 1932.
Alle liedjes in de film zijn - net als de versie uit 1932 - van de gebroeders Gershwin (George en Ira). Vijf liedjes - opnieuw gearrangeerd door Conrad Salinger - worden gezongen door Judy Garland. De film wordt algemeen beschouwd als de beste Rooney-Garland film. Het optreden van het Tommy Dorsey Orchestra heeft zeker bijgedragen aan het succes van de film.

## Rolverdeling
| Acteur               | Personage              |
| -------------------- | ---------------------- |
| Mickey Rooney        | Danny Churchill jr.    |
| Judy Garland         | Ginger Gray            |
| Gil Stratton         | Bud Livermore          |
| Robert E. Strickland | Henry Lathrop          |
| Rags Ragland         | Rags                   |
| June Allyson         | Zangeres               |
| Nancy Walker         | Polly Williams         |
| Guy Kibbee           | Phineas Armour         |
| Frances Rafferty     | Marjorie Tait          |
| Henry O'Neill        | Mijnheer Churchill sr. |
| Howard Freeman       | Gouverneur Tait        |
| Tommy Dorsey         | Tommy Dorsey           |